# Glioblastom

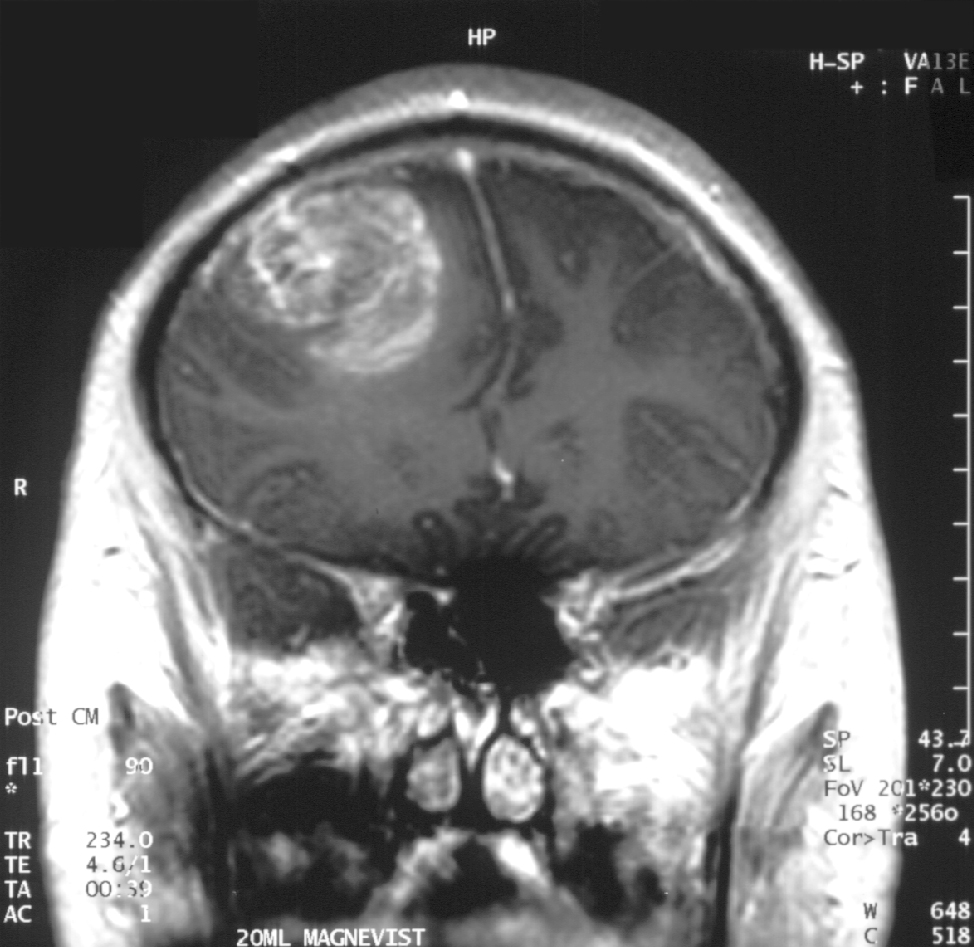
MRT mit Kontrastmittel eines Glioblastoms bei einem 15 Jahre alten Jungen; deutlich ist in der coronalen Schnittführung der raumfordernde Effekt an der Verlagerung der Mittellinie erkennbar.

Das Glioblastom, IDH-Wildtyp (kurz Glioblastom, früher Glioblastoma multiforme (GBM)) ist der häufigste bösartige hirneigene Tumor bei Erwachsenen. Das Glioblastom weist feingewebliche Ähnlichkeiten mit den Gliazellen des Gehirns auf und wird nach histologischen und molekulargenetischen Eigenschaften definiert. Die Behandlung besteht in operativer Reduktion der Tumormasse, Bestrahlung und Chemotherapie, eine endgültige Heilung kann derzeit jedoch nicht erreicht werden. Die mittlere Überlebenszeit liegt bei wenigen Monaten ohne Behandlung und rund 15 Monaten bei aktuell gängigen Therapiemethoden. Manche Erkrankte überleben länger, nur wenige jedoch mehrere Jahre. Aufgrund der sehr schlechten Prognose wird das Glioblastom nach der WHO-Klassifikation der Tumoren des zentralen Nervensystems als Grad 4 eingestuft.

## Historisches
Der Begriff Glioblastoma multiforme wurde 1926 von Percival Bailey und Harvey Cushing geprägt. Die Begriffsbildung basierte auf der Vorstellung, dass sich der Tumor aus primitiven Vorstufen von Gliazellen (Glioblasten) entwickelt, sowie der Beobachtung, dass das Erscheinungsbild mit Nekrosen, Einblutungen und Zysten sehr variabel (multiform) sein kann. Der von dem Pathologen Frank Burr Mallory bereits 1914 verwendete Begriff Spongioblastoma multiforme konnte sich nicht durchsetzen.
Mit der fünften Edition der WHO-Klassifikation der Tumoren des zentralen Nervensystems wurde der Tumor von Glioblastoma multiforme in Glioblastom, IDH-Wildtyp umbenannt.

## Verbreitung
Glioblastome sind bei Erwachsenen die häufigsten bösartigen hirneigenen Tumoren. Unter den aus dem Hirngewebe entstehenden (neuroepithelialen) Tumoren machen sie etwa die Hälfte aller Fälle aus. Der Tumor tritt am häufigsten bei älteren Erwachsenen zwischen dem 55. und 85. Lebensjahr auf. Männer sind deutlich häufiger betroffen als Frauen (Verhältnis 1,5:1). Daten des amerikanischen Hirntumorregisters zeigen, dass Glioblastome bei Weißen mindestens doppelt so häufig sind wie in der schwarzen Bevölkerung. Im Vergleich zu Erwachsenen sind Glioblastome bei Kindern sehr selten. Die Inzidenz wurde in Europa, Nordamerika und Australien mit drei bis sechs Neuerkrankungen pro Jahr auf 100.000 Einwohner ermittelt und ist in Entwicklungsländern geringer. Als einziger gesicherter ursächlicher (ätiologischer) Umweltfaktor gilt derzeit eine Exposition durch ionisierende Strahlung, beispielsweise durch Strahlentherapie oder Kernwaffenexplosionen. Diagnostische Bestrahlungen, beispielsweise Schädel-CTs, oder Mobiltelefone erhöhen das Risiko vermutlich nicht.
Bei der Mehrzahl der Glioblastome handelt es sich um sporadisch auftretende Fälle ohne Hinweis auf eine Erblichkeit.
Bei bestimmten seltenen erblichen Erkrankungen, unter anderem bei dem Li-Fraumeni-Syndrom oder dem Turcot-Syndrom, können Glioblastome jedoch in Familien gehäuft auftreten.

## Krankheitsentstehung
Glioblastome können völlig neu (de novo) oder durch fortschreitende Entdifferenzierung aus weniger bösartigen IDH-mutierten Astrozytomen entstehen. Als Ursprungszelle werden einerseits neurale Stammzellen in der subventrikulären Zone vermutet, im Mausmodell können jedoch auch Glioblasten, Astrozyten, Neuroblasten oder Neuronen zu Glioblastomen transformiert werden. Welche Zellart tatsächlicher Ursprung ist, steht mit Stand 2021 nicht fest. Genmutationen von TERT, EGFR, CCDC26, CDKN2A, CDKN2B, PHLDB1, TP53 und RTEL1 sind mit Glioblastomen assoziiert.
Es kommt nicht selten vor, dass therapierte Astrozytome sich im Rezidiv als Glioblastom manifestieren. Diese sogenannten sekundären Glioblastome treten eher bei jüngeren Patienten auf und haben ein anderes Spektrum genetischer Veränderungen als neuentstandene (siehe Klinische Studien). In einer in der Schweiz durchgeführten epidemiologischen Studie waren primäre Glioblastome im Kanton Zürich etwa zwanzigmal so häufig wie sekundäre.

## Lokalisation und Wachstum

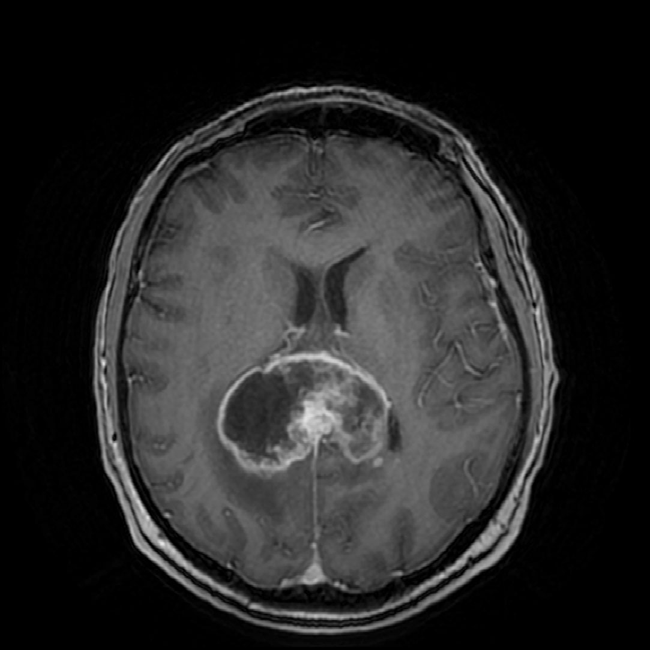
Schmetterlingsgliom

Das Glioblastom geht von der weißen Substanz aus. Die mit Abstand häufigste Lokalisation ist das Großhirn, wo es in allen Hirnlappen entstehen kann, aber den Frontal- und den Temporallappen bevorzugt. Im Bereich von Kleinhirn, Hirnstamm und Rückenmark sind Glioblastome selten.
Glioblastome wachsen diffus infiltrierend vor allem entlang von Nervenbahnen, aber auch in der Großhirnrinde und der grauen Substanz. Über ein Wachstum entlang von Nerven, Blutgefäßen, der Pia Mater und seltener durch den Liquor kann sich der Tumor über weite Strecken ausbreiten. Diese vereinzelten Mikrometastasen sind nicht alle bildgebend darstellbar und liegen so tief in gesundem Gewebe, dass sie nicht operativ entfernt werden können. Bei ansonsten therapeutisch kontrolliertem Tumor ist eine Metastasierung in den Hirnstamm häufig todesursächlich. Eine Bildung von Fernmetastasen außerhalb des Gehirns ist selten.
Oft wachsen hemisphärielle Glioblastome über den Balken auf die andere Seite hinüber. Solche Tumoren werden als „Schmetterlingsgliome“ bezeichnet. Bei einer großflächigen Durchwachsung des Gehirns spricht man von einer Gliomatosis cerebri.

## Klinische Erscheinungen
Wegen des raschen Wachstums entwickeln sich die Beschwerden meistens rasch innerhalb weniger Wochen bis Monate. Erste Symptome können anhaltende und ungewohnte Kopfschmerzen, aber auch neu auftretende epileptische Anfälle sein. Fokale neurologische Ausfälle wie Lähmungen, Aphasien und Sehstörungen können lokalisationsabhängig hinzukommen. Schließlich sind es oft auffällige Persönlichkeitsveränderungen, Apathie oder psychomotorische Verlangsamung, die den Patienten zum Arzt führen. Hirndruckzeichen wie Stauungspapille, Erbrechen, Somnolenz und Koma treten spät auf und sind prognostisch ungünstig.

## Untersuchungsmethoden
Die Diagnose wird zunächst durch bildgebende Verfahren wie Computertomographie (CT) oder Magnetresonanztomographie (MRT) gestützt. In der CT-Bildgebung mit Kontrastmittel erscheint das Glioblastom unregelmäßig geformt mit randständig starker Kontrastmittelaufnahme (ringförmiges Enhancement). Bei kleineren Tumoren ist dieses ringförmig konfiguriert, bei größeren bildet es eine girlandenartige Formation aus. In der Umgebung des Tumors bildet sich typischerweise ein erhebliches Ödem aus. Der MRT-Befund ist recht typisch: Die soliden Anteile des Glioblastoms reichern Kontrastmittel stark an, dagegen heben sich die Aussparungen durch zystische Anteile und die Blutungen ab. Letztendlich wird die Diagnose am Tumorgewebe, das bei einer stereotaktischen Hirnbiopsie oder Tumorresektion gewonnen wurde, neuropathologisch bestätigt. Im Einzelfall werden Supplementäruntersuchungen wie Elektroenzephalografie und Lumbalpunktion durchgeführt, die der Einschätzung der Anfallsneigung bzw. der differentialdiagnostischen Abgrenzung gegen Hirnabszesse oder Lymphome dienen.

## Pathologie

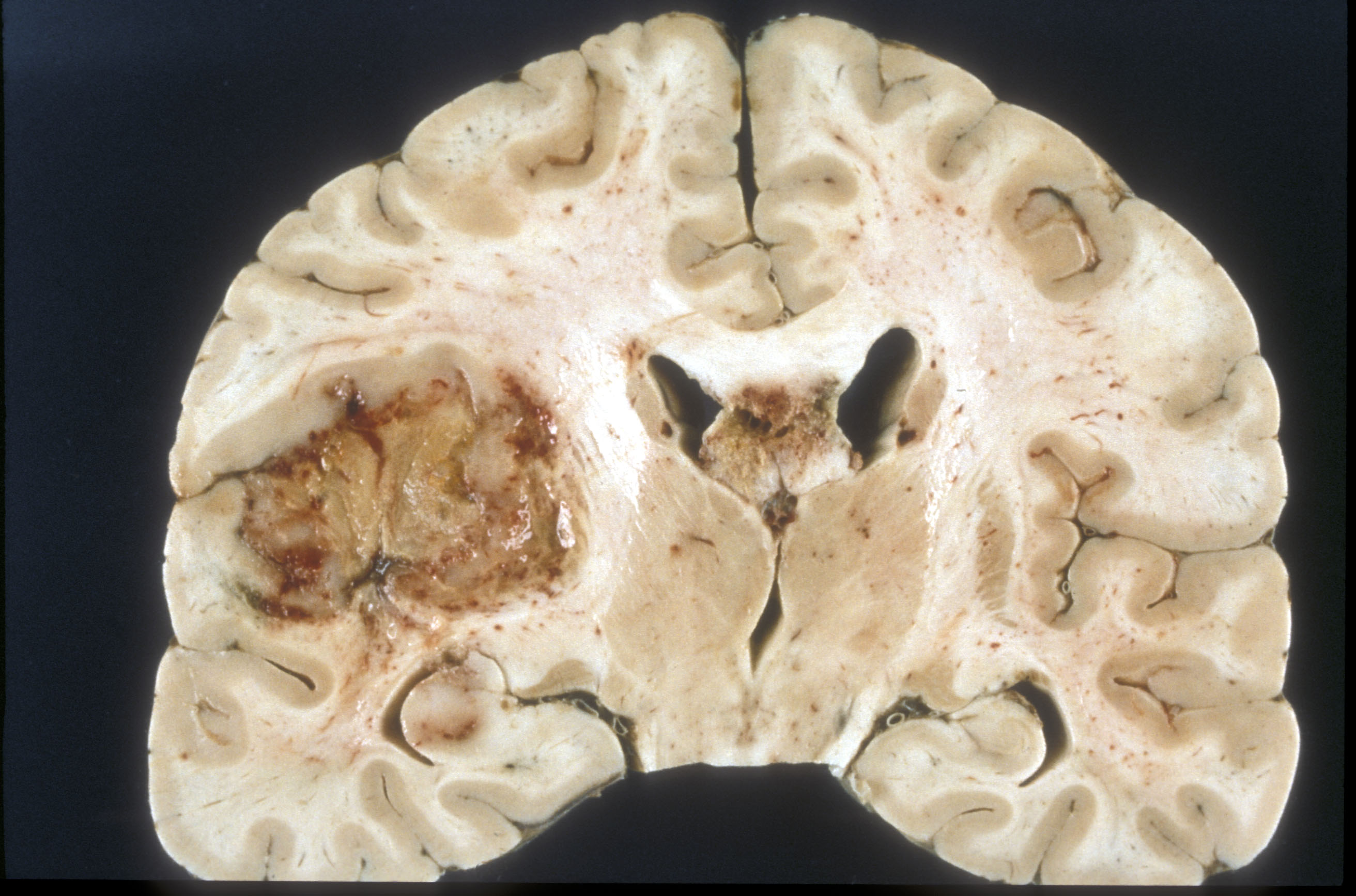
Glioblastom (Makroskopisches Präparat). Koronare Schnittfläche eines formalinfixierten Gehirns. Der Tumor stellt sich als grau-roter, teils nekrotischer Bereich des linken Schläfen- und Frontallappens dar. Der Tumor hat sich außerdem in den Balken ausgebreitet (Bildmitte, dunkelgrauer Bereich).

Das Glioblastom ist durch seine inhomogene und vielfältige (daher: multiforme) Erscheinung gekennzeichnet: die Tumorschnittfläche weist häufig rötliche Einblutungen und gelbliche Gewebsuntergänge (Nekrosen) auf.

### Histologie
Feingeweblich (histologisch) handelt es sich um zelldichte astrozytär differenzierte Tumoren, die diffus das umgebende reaktiv veränderte Hirngewebe infiltrieren. Die Tumorzellen sind mit multipolaren feinen Fortsätzen fibrillär-astrozytär differenziert oder weisen mit einem aufgeblähten Zytoplasma eine gemästet-zellige Differenzierung auf. Auch Riesenzellen mit bizarren Kernen oder kleinzellige Areale mit wenig ausgedehnten Zellkörpern kommen vor. Die Zellkerne sind meist chromatinreich und vielgestaltig (polymorph). Mitotische und proliferative Aktivität sind erhöht.
Histologische diagnostische Kriterien sind mikrovaskuläre Proliferation, also das Wachstum von Blutgefäßen, und Nekrosen, welche häufig von Zellen palisadenartig umgeben sind.

### Immunhistochemie

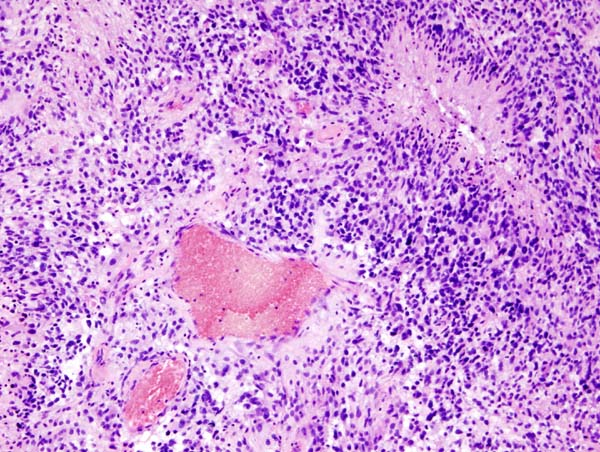
Glioblastom (histologisches Präparat mit typischen strichförmigen Nekrosen und palisadenartiger Anordnung pleomorpher Tumorzellen um die Nekrosen) (Hämatoxylin-Eosin-Färbung)

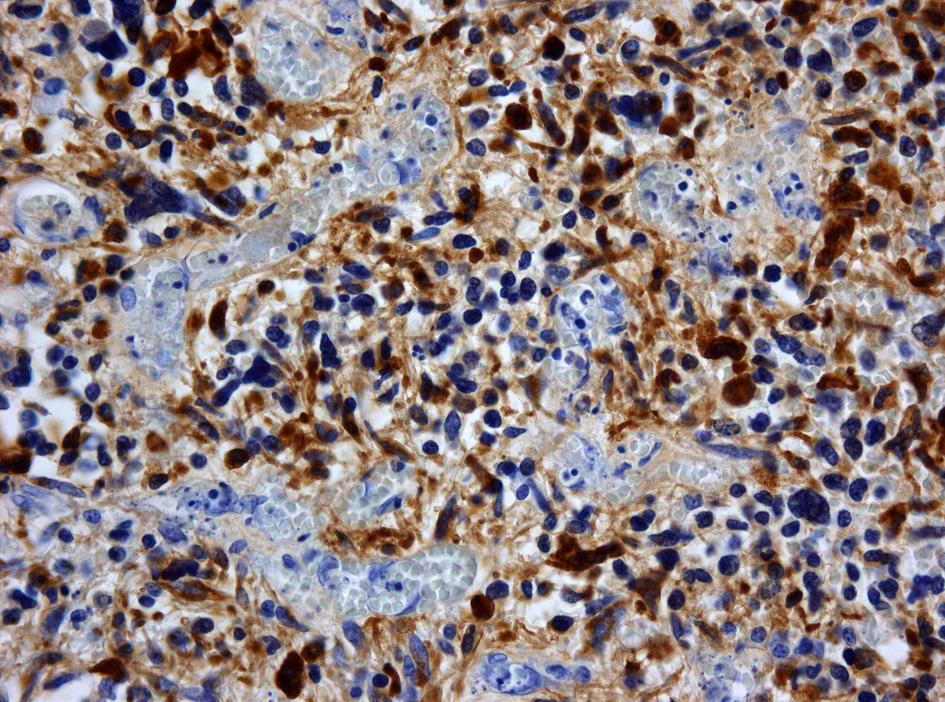
Immunhistochemische Färbung der Tumorzellen für GFAP

Immunhistochemisch findet sich zwischen den Tumoren und auch innerhalb eines Tumors ein vielgestaltiges Bild. Häufig ist das saure Gliafaserprotein (GFAP), S-100, EGFR und der Gliommarker OLIG2 nachweisbar. Der Zellteilungsmarker Ki-67 kann in über der Hälfte der Zellen exprimiert sein.

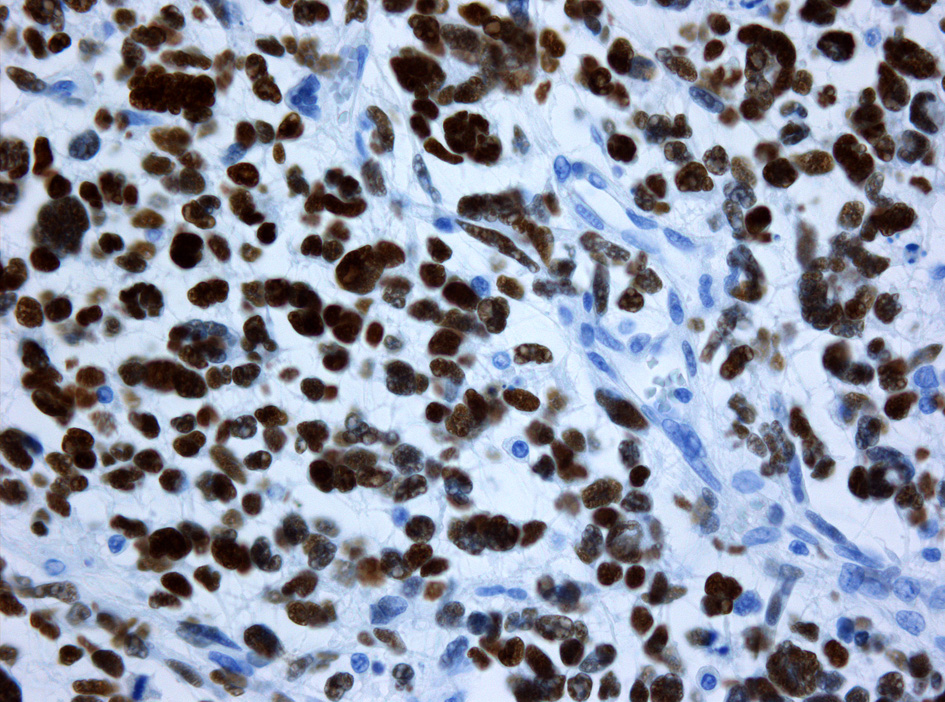
Immunhistochemische Färbung für p53. Ansammlung von (defektem) p53-Protein in den Tumorzellkernen eines sekundären Glioblastoms mit Mutation des TP53 Gens. Die Kerne mitbetroffener Blutgefäßwandzellen sind ungefärbt.

### Genetik
Tumorzellen eines Glioblastom weisen häufig Kopienzahlveränderungen auf, meist handelt es sich hierbei um Zugewinne auf oder zusätzliche Kopien von Chromosom 7 und Verluste auf oder Verlust von Chromosom 10 (+7/−10). Auf Chromosom 7 finden sich unter anderem EGFR, auf Chromosom 10 beispielsweise PTEN und der MGMT-Promotor. Neben zahlreichen Genmutationen finden sich seltener auch Genfusionen, vor allem des EGFR-Gens.
Die Telomerase Reverse Transkriptase (TERT) ist für die Erhaltung der Telomere und damit die Stabilität der Chromosomen verantwortlich. Mutationen des Promotors liegen bei den meisten Glioblastomen vor.
Das Retinoblastom-Protein auf Chromosom 13 ist ein Tumorsuppressorgen, reguliert also das Zellteilung. Durch Verlust von CDKN2A, CDKN2B oder RB1 oder Amplifikation von CDK4 kann diese Hemmung gestört werden und ein unkontrolliertes Zellwachstum auftreten. Gleichzeitig kann durch Veränderungen bei TP53 (Chromosom 17), PTEN, MDM2, MDM4 oder CDKN2A die Apoptoserate gesenkt werden.
Der Transkriptionsregulator ATRX ist in etwa drei Viertel der Fälle erhalten. Rezidive sind mit einer höheren Gesamtzahl von Mutationen und TP53-Mutationen assoziiert, vorrangig verursacht durch Mutation oder Verlust von DNA-Mismatch-Reparaturproteinen.

### Epigenetik
O6-Methylguanin-DNA-Methyltransferase repariert alkylierte DNA und schützt den Körper damit vor der Entstehung von Tumoren. In knapp der Hälfte der Glioblastome ist durch die Hypermethylierung des MGMT-Promotors das Enzym weitestgehend inaktiv. Da beim Glioblastom eingesetzte Zytostatika jedoch vorwiegend über DNA-Alkylierung wirken, sind seine Mutation oder Verlust mit deutlich besseren Ansprechen auf Chemotherapien assoziiert.
Von den über 500 assoziierten Histonmodifikationen sind nur wenige genauer erforscht.

### Diagnostische Kriterien
Diagnostische Hauptkriterien sind ein diffuses, astrozytäres Gliom mit IDH- und H3-Wildtyp sowie zumindest ein Nebenkriterium (mikrovaskuläre Proliferation, Nekrosen, TERT-Promoter-Mutation, EGFR-Gen-Amplifikation oder Kopienzahlveränderungen vom +7/-10-Typ).
Per definitionem liegen die Isocitrat-Dehydrogenase (IDH) und Histon H3 als Wildtyp vor, sind also nicht mutiert. Früher als Glioblastom klassifizierte Tumoren mit solchen Mutationen werden seit 2021 als „Astrozytom, IDH-mutiert, WHO-Grad 4“:46 beziehungsweise als „Diffuses Mittelliniengliom, H3 K27-alteriert“ bezeichnet.

## Subtypen
Die WHO unterscheidet drei Subtypen, die durch metaplastische Umwandlung entstehen. Die Unterscheidung erfolgt nach histologischen Kriterien.

### Gliosarkom

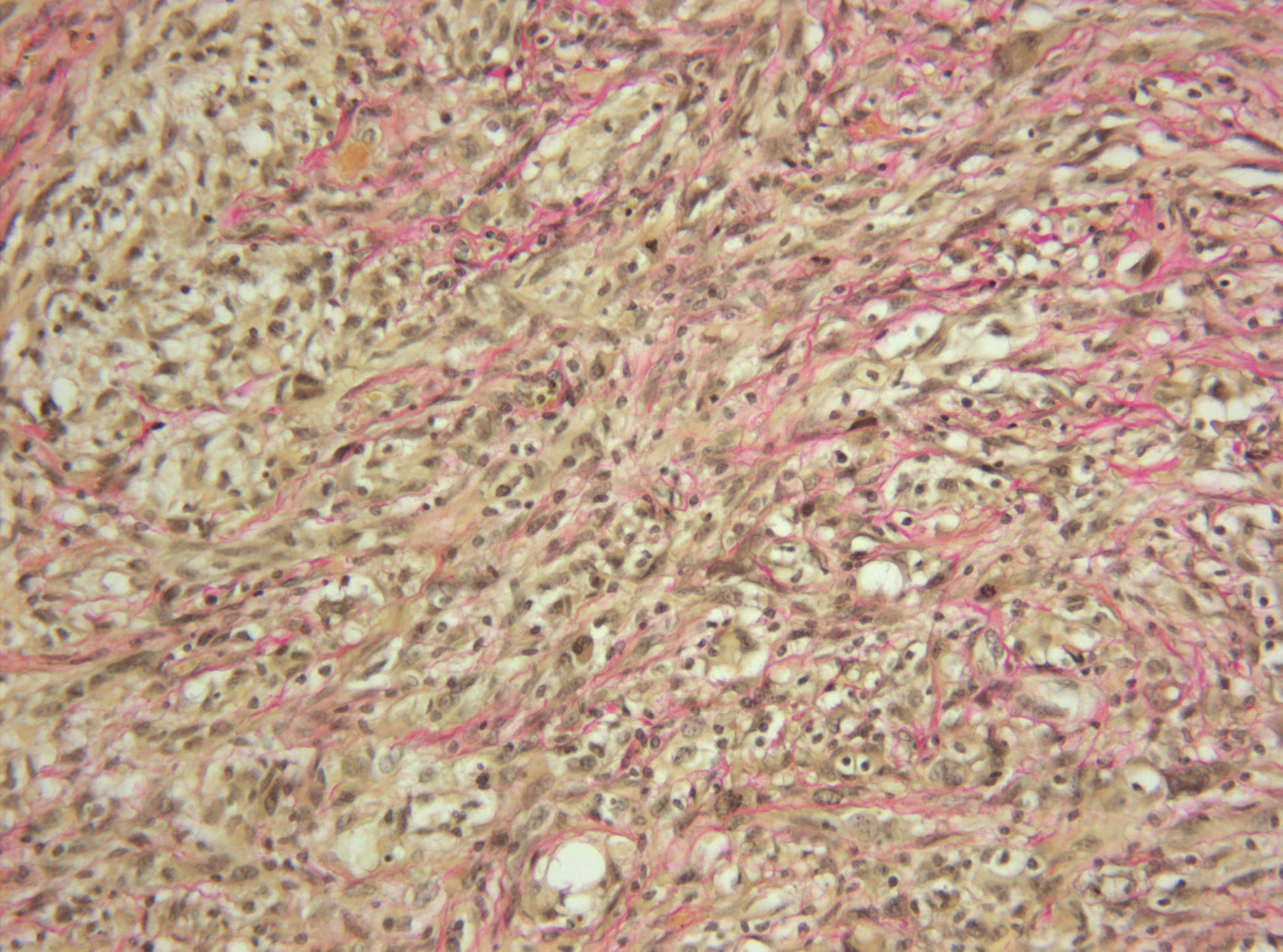
Histopathologie des Gliosarkoms mit spindeligen Zellzügen und Bildung von Bindegewebe (Desmoplasie), hier in der Elastika-van-Giesson-Färbung rot angefärbt. Vergrößerung 200x

Bei Gliosarkomen handelt es sich um Glioblastome, die neben den oben beschriebenen astrozytären Tumoranteilen auch bindegewebsreiche sarkomatöse Abschnitte mit spindelzelligen oder andersartig differenzierten Tumorzellen aufweisen. Sie können primär entstehen oder sich aus Glioblastomen, Ependymomen oder Oligodendrogliomen entwickeln und machen zwei bis fünf Prozent aller Glioblastome aus. Im Gegensatz zu Gliazellen exprimieren sie viel Reticulin, jedoch kein GFAP. Wie andere Glioblastome zeigen sie häufig TP53 und CDKN2A Veränderungen, jedoch nur selten EGFR-Amplifikation oder PTEN-Mutationen. Gliosarkome neigen eher zu Fernmetastasierungen und weisen eine schlechtere Prognose auf.

### Epitheloides Glioblastom
Ein epitheloides Glioblastom weist große, melanomartige Epitheloidzellen mit reichlich eosinophilem Zytoplasma und teilweise auch rhabdoide Zellen auf. In etwa der Hälfte der Fälle finden sich BRAFV600E-Mutationen, MGMT-Promotor-Methylierungen oder EZH2-Überexpression. Sie machen etwa drei Prozent der Glioblastome aus und treten vor allem bei jüngeren Patienten auf; Männer sind doppelt so häufig betroffen wie Frauen. Sie neigen eher zu Liquor- und Fernmetastasierung und sind mit schlechterer Prognose assoziiert.

### Riesenzellglioblastom
Als Riesenzellglioblastome werden Glioblastome mit einer ausgeprägten mehrkernigen, riesenzelligen Komponente bezeichnet. Riesenzellglioblastome sind mit Doppelstrangbrüchen, TP53-Mutationen und OLIG2-Expression assoziiert, EGFR-Amplifikationen und BRAFV600E-Mutationen sind jedoch selten. Riesenzellglioblastome treten eher bei jüngeren Menschen auf und machen etwa ein bis fünf Prozent aller Glioblastome aus. Die Prognose ist besser als bei anderen Glioblastomformen.

## Behandlung
Die Therapie des Glioblastoms ist vom Allgemeinzustand des Patienten, den Therapiezielen und molekularer Eigenschaften und Lokalisation des Tumors abhängig. Sie wird interdisziplinär im Rahmen eines Tumorboards zwischen der Neuroonkologie, Neuroradiologie, Neuropathologie, Neurochirurgie und Radioonkologie besprochen.
Die Standardtherapie ist eine Kombination aus chirurgischer Resektion, Bestrahlung und Chemotherapie, ergänzt durch supportive Maßnahmen.

### Primärtherapie

#### Resektion

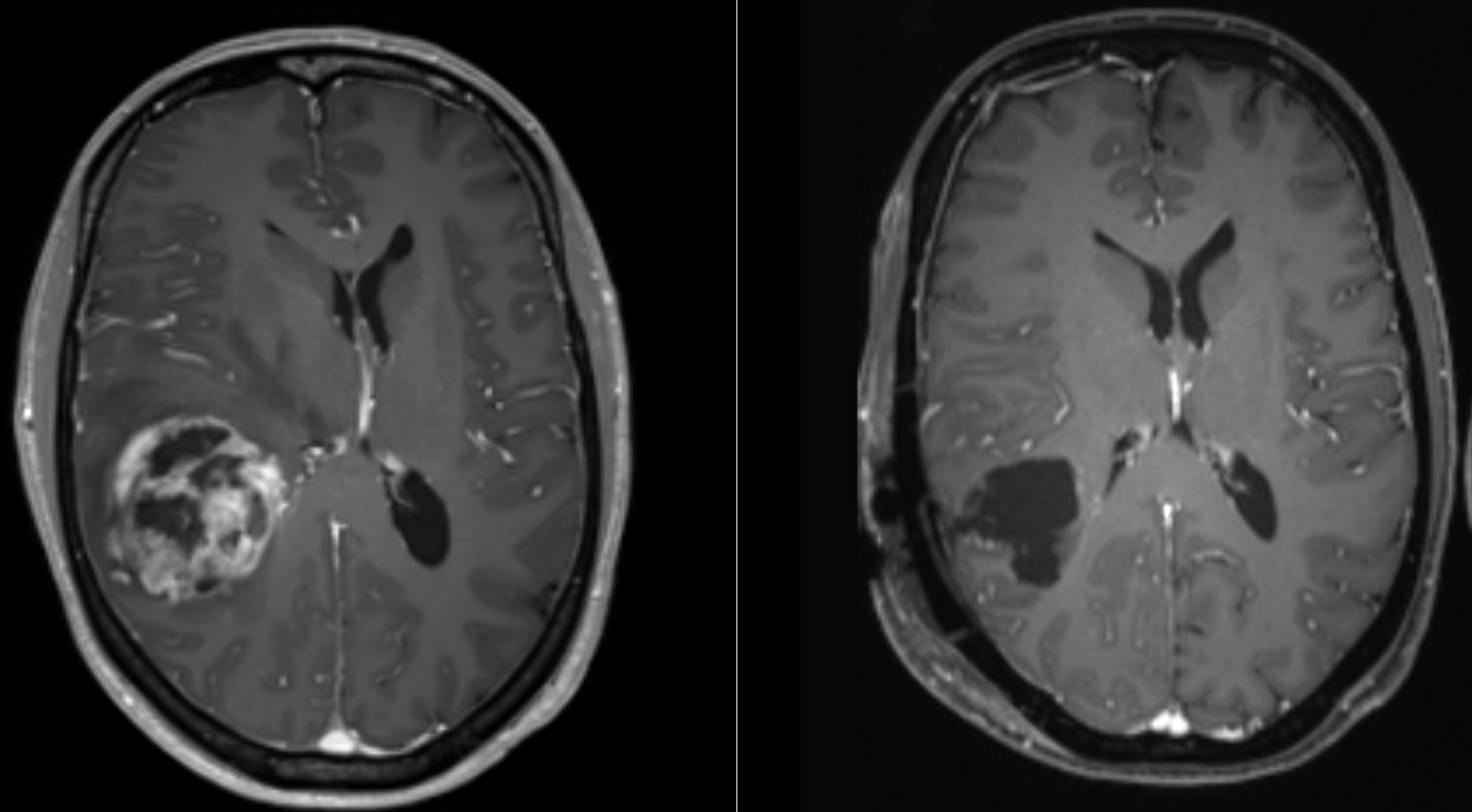
MRT-Bilder eines Glioblastoms vor (links) und nach (rechts) einer Operation.

Die neurochirurgische Operation mit Verminderung der Hauptmasse des Tumors (Tumorreduktion) kann das Fortschreiten der Erkrankung verlangsamen, aber nicht dauerhaft verhindern, da praktisch immer einzelne Tumorzellen das gesunde Gehirngewebe schon infiltrativ durchwandert haben und deswegen eine vollständige Tumorentfernung nicht möglich ist. Der Eingriff kann stereotaktisch oder offen durchgeführt werden.
Ob ein chirurgischer Eingriff möglich ist, hängt von der Lokalisation des Tumors und dem Allgemeinzustand des Patienten ab. Eine möglichst vollständige Entfernung ist mit längerem Überleben assoziiert.
Ein innovatives Verfahren zusätzlich zur neurochirurgischen Behandlung von bösartigen Hirntumoren (z. B. dem Glioblastom) ist die fluoreszenz-gestützte Chirurgie mit 5-Aminolävulinsäure (5-ALA). Dabei erhält der Patient etwa vier Stunden vor der Operation eine körpereigene Substanz (5-ALA) als Trinklösung, die sich im Hirntumor stark anreichert und dort in einen fluoreszierenden Farbstoff umgewandelt wird. Während der Operation kann dann dieser Farbstoff durch blau-violettes Licht (Wellenlänge 410 bis 440 nm) zum Leuchten (Fluoreszenz) angeregt werden, sodass sich der Tumor (rosa) vom gesunden Hirngewebe (dunkelblau) besonders deutlich abgrenzen lässt. Durch dieses Verfahren ist eine weitgehend komplette Entfernung der Tumoren viel sicherer und effektiver möglich. Das führt zu einer Verlängerung der Zeit bis zum Nachwachsen dieser Tumoren (rezidivfreies Intervall), wodurch die Prognose dieser Erkrankung deutlich verbessert wird. Das Verfahren wurde 2004 in Düsseldorf und München entwickelt und wird in vielen deutschen Kliniken angewandt.
Eine Gewebeentnahme zur genaueren pathologischen Untersuchung kann im Rahmen einer Operation oder als eigenständiger Eingriff durchgeführt werden.

#### Radiotherapie

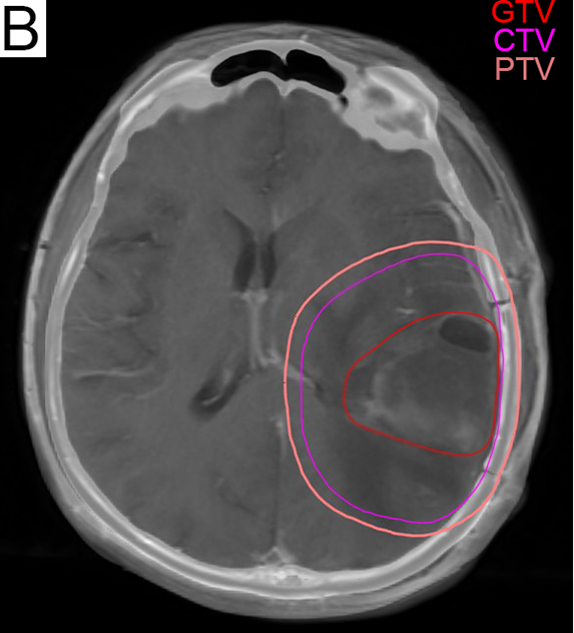
Bestrahlungsplan eines Glioblastoms. Die farbigen Linien auf dem MRT-Bild begrenzen verschiedene klinische Volumina.

Glioblastome werden, etwa vier Wochen nach einer ggf. stattfindenden Operation, in der Regel mit einer Gesamtdosis von 60 Gray in etwa 30 Sitzungen bestrahlt. Bei höherem Patientenalter und/oder schlechter Prognose können auch Therapiepläne mit geringerer Gesamtdosis zum Einsatz kommen. Besondere Bestrahlungsverfahren, Brachytherapie oder Radiochirurgie bieten keinen Überlebensvorteil gegenüber der Standardtherapie.

#### Chemotherapie
Die etabliertesten Zytostatika in der Behandlung des Glioblastoms sind Alkylanzien, welche die DNA-Replikation stören und so insbesondere das Wachstum sich schnell vermehrender Tumorzellen hemmen. Die Kombination aus Bestrahlung und Temozolomid ist die Standard-Radiochemotherapie. Während der Akutphase wird das Medikament täglich genommen, während der anschließenden etwa halbjährlichen Erhaltungstherapie alle vier Wochen an fünf aufeinanderfolgenden Tagen. Eine Therapie mit höheren Dosen oder längerer Erhaltungstherapie bringt keinen Überlebensvorteil. Dosislimitierende Nebenwirkung ist meist die Knochenmarkshemmung mit verringerter Zahl an Blutplättchen.
Insbesondere Patienten mit Nachweis MGMT-Promoter-Hypermethylierung profitieren von einer Chemotherapie mit einem Zytostatikum. Ob Temozolomid ohne diese epigenetische Veränderung einen Überlebensvorteil bringt, ist umstritten, der Einsatz wird im Einzelfall abgewogen. Zur Bewertung der Kombinationstherapie aus Temozolomid und dem Nitrosoharnstoff Lomustin (CCNU) bei Glioblastomen mit MGMT-Promoter-Methylierung gibt es unzureichende Daten.
Selten wird eine lokale Chemotherapie mit dem Nitrosoharnstoff Carmustin mittels Polymerimplantat im Tumor durchgeführt. Der Überlebensvorteil ist gering.

#### Weitere Verfahren
Ein weiteres optionales Verfahren in der Glioblastom-Behandlung sind Tumortherapiefelder. Dabei werden elektrische Wechselfelder in einem mittleren Frequenzbereich (200 kHz) über äußerliche Elektroden auf den erkrankten Körperbereich gerichtet. So soll das Wachstum krebsartiger Tumorzellen gehemmt werden. Die Evidenz für das Verfahren ist kontrovers und der Einsatz wird im Einzelfall abgewogen.

### Monitoring
Da Glioblastome zu frühen Rezidiven neigen, sollten bildgebende Kontrolluntersuchungen in Abständen von zwei bis drei Monaten durchgeführt werden.
Manche Glioblastome zeigen während der Therapie eine Pseudoprogression. Dabei wurde durch die Radiochemotherapie die Blut-Hirn-Schranke geschädigt und es wird mehr Kontrastmittel vom umliegenden Gewebe aufgenommen, ohne dass es zu einer tatsächlichen Größenzunahme des Tumors kam. Die Pseudoprogression tritt am häufigsten in den ersten drei Monaten nach hohen Strahlendosen und bei MGMT-Promoter-Methylierung unter Temozolomid-Therapie auf.

### Therapie bei Progression und Rezidiven
Bei einem fortschreitenden Wachstum oder einem Rezidiv, also einem Wiederauftreten, gibt es keine Standardtherapie. Behandlungsziele, Therapieoptionen und mögliche Studienteilnahmen müssen im Einzelfall abgewogen werden.
In 20 bis 30 % der Fälle kann ein erneuter chirurgischer Eingriff durchgeführt werden, insbesondere nach längerer Rezidivfreiheit.
Die Standardchemotherapie des Rezidivs erfolgt mit Lomustin oder Temozolomid-Wiederaufnahme. In der Schweiz und anderen Ländern wird in der Rezidivtherapie auch der VEGF-Antikörper Bevacizumab eingesetzt. Ein Überlebensvorteil gegenüber der Standardtherapie konnte nicht nachgewiesen werden, das Medikament ist in der EU nicht zugelassen.
Therapieschemata mit Temozolomid, Bevacizumab, Fotemustin, Regorafenib, Irinotecan, Depatuxizumab-Mafodotin oder anderen Wirkstoffen und Kombinationen konnten eine Überlegenheit im Gesamtüberleben gegenüber Lomustin bislang nicht verlässlich demonstrieren.

### Supportivtherapie
Eine kurzfristige klinische Besserung kann durch Behandlung des praktisch immer vorhandenen perifokalen Hirnödems mit Corticosteroiden erreicht werden. Bei epileptischen Anfällen sollte eine Therapie mit Antiepileptika eingeleitet werden.

### Psychosoziale Versorgung
Glioblastompatienten sollte psychologische Beratung und Therapie angeboten werden. Ebenso können sie nach Bedarf logopädische, ergo- und physiotherapeutische Behandlungen und sozialarbeiterische Unterstützung erhalten.

## Klinische Studien
Die Entwicklung neuer Behandlungsformen bei Glioblastomen ist Gegenstand intensiver Forschung. Im Februar 2013 waren 257 klinische Studien bei Clinicaltrials.gov, einem Register der United States National Library of Medicine als aktiv oder in Vorbereitung registriert. Tyrosinkinaserezeptoren, wie die Rezeptoren für epidermalen Wachstumsfaktor (EGFR) und Platelet Derived Growth Factor (PDGF), stellen mögliche Zielmoleküle für neue therapeutische Ansätze dar.
Auch gentherapeutische Verfahren werden im Rahmen klinischer Studien erprobt.
Ein anderer experimenteller Ansatz ist die Behandlung mit Nanoteilchen. Diese bestehen aus einem Eisenoxidkern sowie einer Hülle, die das Eindringen der Eisenoxidpartikel in die Krebszellen erleichtern soll. Die Partikel werden direkt in den Tumor injiziert. In mehreren Durchgängen wird der so mit den Eisenoxid-Teilchen, welche ein Ferrofluid bilden, angereicherte Tumor mit Magnetwechselfeldern auf über 46 °C erwärmt. Im Tiermodell ergaben sich deutlich verbesserte Überlebenszeiten. Studienergebnisse beim Menschen liegen seit September 2010 vor, seit Mitte 2011 ist die Therapie verfügbar.
In einem anderen Forschungsansatz wurde wie bei anderen Krebserkrankungen mit Parvoviren gearbeitet. Bis auf eine Phase-I/II-Studie an 18 Patienten mit Glioblastomen aus dem Jahre 2012 wurden bislang keine weiteren Daten publiziert. Ein vergleichbarer Ansatz ist die Behandlung mit genetisch verändertem, attenuiertem Poliovirus (PVS-RIPO), die sich noch in einem frühen experimentellen Stadium befindet.
Aktuell prüfen mehrere Studien die molekulare Diagnostik auch für Liquid Biopsy.

## Prognose
Das Glioblastom ist äußerst schwierig zu behandeln. Eine endgültige Heilung ist bislang in der Regel nicht möglich. Die Behandlung mit Operation, nachfolgender Bestrahlung und Chemotherapie kann nach aktueller Studienlage die mittlere Überlebenszeit um einige Monate verlängern und die Symptome lindern. Eine Studie aus dem Jahr 2003 unterteilt die Prognose mithilfe der Recursive Partitioning Analysis (RPA) in drei Gruppen in Abhängigkeit vom Alter des Patienten, von der Art der Behandlung und vom Karnofsky-Index (KPS).
| RPA Klasse | Definition                                                                        | Mittlere Überlebenszeit | 1-Jahres-Überlebensrate | 3-Jahres-Überlebensrate | 5-Jahres-Überlebensrate |
| ---------- | --------------------------------------------------------------------------------- | ----------------------- | ----------------------- | ----------------------- | ----------------------- |
| III        | Alter < 50, KPS ≥ 90                                                              | 17,1 Monate             | 70 %                    | 20 %                    | 14 %                    |
| IV         | Alter < 50, KPS < 90                                                              | 11,2 Monate             | 46 %                    | 7 %                     | 4 %                     |
| IV         | Alter > 50, KPS ≥ 70, operative Entfernung mit guter neurologischer Funktion      | 11,2 Monate             | 46 %                    | 7 %                     | 4 %                     |
| V + VI     | Alter ≥ 50, KPS ≥ 70, operative Entfernung mit schlechter neurologischer Funktion | 7,5 Monate              | 28 %                    | 1 %                     | 0 %                     |
| V + VI     | Alter ≥ 50, KPS ≥ 70, ohne operativen Eingriff                                    | 7,5 Monate              | 28 %                    | 1 %                     | 0 %                     |
| V + VI     | Alter ≥ 50, KPS < 70                                                              | 7,5 Monate              | 28 %                    | 1 %                     | 0 %                     |

Wegen der diffusen Infiltration des Hirngewebes durch Tumorzellen kommt es nach der Behandlung häufig innerhalb von Monaten zu einem Rezidiv. Einzelne Patienten können dessen ungeachtet mehrere Jahre bei relativ guter Gesundheit mit einem Glioblastom leben. Die Identifizierung klinischer und molekularer Faktoren, die charakteristisch für solche Langzeitüberlebenden sind, ist Gegenstand intensiver Forschung.